# 30. svibnja
30. svibnja (30. 5.) 150. je dan godine po gregorijanskom kalendaru (151. u prijestupnoj godini).
Do kraja godine ima još 215 dana.

## Događaji
- 1990. – Konstituiran prvi višestranački Sabor Republike Hrvatske. Za predsjednika Republike izabran je Franjo Tuđman, za predsjednika Vlade Stjepan Mesić, a za predsjednika Sabora Žarko Domljan. Do 2001. godine, taj se dan slavio kao Dan državnosti, ali je ponovno 2020. godine vraćen kao praznik i neradni dan.[1]
- 1994. – Hrvatska je uvela kunu kao nacionalnu valutu.
- 1995. – Na zagrebačkom Jarunu održan prvi svečani mimohod Hrvatske vojske, što je bio uvod u veličanstvenu akciju Oluja.
- 2003. – Film "Potraga za Nemom" počeo se u SAD-u prikazivati 30. svibnja 2003. i u prvom vikendu prikazivanja zaradio 70 milijuna dolara, što je tada bila rekordna zarada za jedan animirani film.

| - 1220. – Aleksandar Nevski, ruski knez († 1263.) - 1799. – Ferdo Livadić, hrvatski skladatelj († 1879.) - 1876. – Vladimir Nazor, hrvatski književnik († 1949.) - 1896. – Howard Hawks, američki filmski redatelj († 1977.) - 1940. – Zdravka Krstulović, hrvatska glumica († 2003.) - 1946. – Dragan Džajić, srpski nogometaš - 1951. – Zdravko Čolić, bosansko hercegovački pjevač - 1951. – Fernando Lugo, paragvajski političar i biskup - 1959. – Blaž Slišković, hrvatski nogometaš - 1986. – Vesna Milanović-Litre, hrvatska rukometašica - 1994. – Marc Larumbe, španjolski vaterpolist | - 727. – Sveti Hubert, katolički svetac (* oko 656. – 658.) - 1431. – Ivana Orleanska, francuska nacionalna junakinja i svetica (* 1412.) - 1548. – Ivan Diego Cuauhtlatoatzin, meksički svetac (* o. 1474.) - 1574. – Karlo IX., francuski kralj (* 1550.) - 1593. – Christopher Marlowe, engleski književnik (* 1564.) - 1640. – Peter Paul Rubens, belgijski slikar (* 1577.) - 1778. – Voltaire, francuski književnik, povjesničar i filozof (* 1694.) - 1897. – Marija Celina od Prikazanja, francuska redovnica (* 1878.) - 1907. – Maxwell Tylden Masters – engleski botaničar i taksonom (* 1833.) - 1948. – Jožef Klekl političar, pisac i svećenik, koji je htio autonomiiju Slovenskoj krajini (Prekmurju) (* 1874.) - 1960. – Boris Leonidovič Pasternak, ruski književnik (* 1890.) - 1972. – Zdenka Pexidr-Srića, hrvatska akademska slikarica (* 1886.) - 1976. – Miroslav Feldman, hrvatski književnik (* 1899.) - 1995. – Dinko Foretić, hrvatski povjesničar (* 1911.) - 2012. – Pierre Ceyrac, francuski misionar (* 1914.) - 2015. – Zvonimir Zoričić, hrvatski glumac (* 1948.) - 2020. – Bobby Morrow, američki atletičar (* 1935.) |

## Blagdani i spomendani
- Dan državnosti (Hrvatska)
- Dan svehrvatske državnosti (Zapadnohercegovačka županija, BiH)